# Lilium auratum

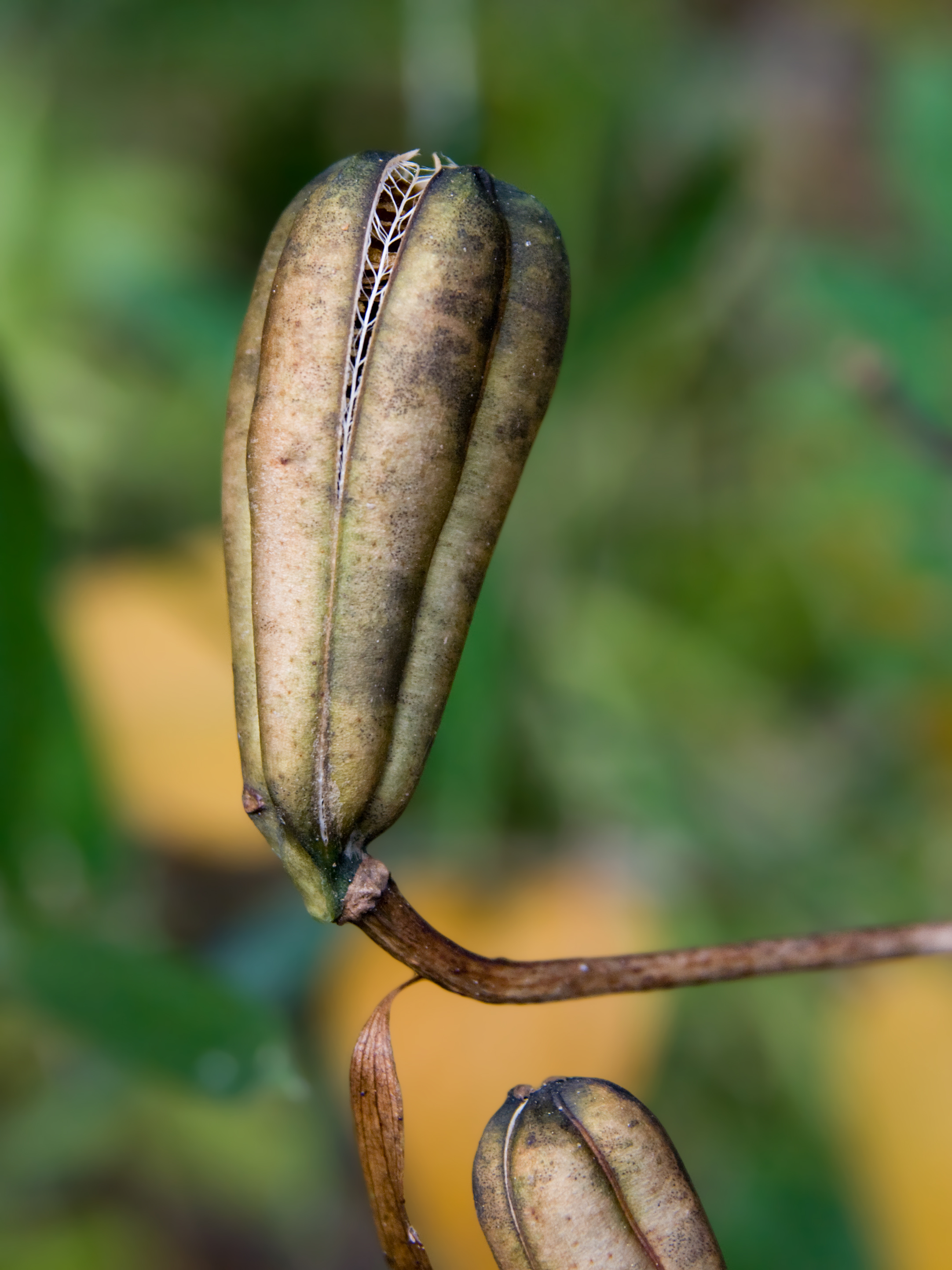
Lilium auratum.

Lilium auratum é uma espécie de lírio.
A planta é nativa da ilha de Honshu, Japão.